# Liste bekannter chinesischer US-Amerikaner
In der Liste bekannter chinesischer US-Amerikaner sind Persönlichkeiten des öffentlichen Lebens aufgeführt, die Staatsbürger der Vereinigten Staaten sind bzw. waren und chinesische Vorfahren haben. US-Amerikaner mit chinesischem Migrationshintergrund werden Sino-Amerikaner genannt.

## Musiker
- Jadin Wong (1913–2010), Tänzer
- Kai Wong (* 1980), Musiker, Schauspieler und Produzent
- Jin Au-Yeung (* 1982), Rapper
- Chi Cheng (1970–2013), Rockmusiker
- Jason Kao Hwang (* 1957), Jazzmusiker
- Jon Jang (* 1954), Jazzmusiker
- Kelis (* 1979), Liedermacherin
- CoCo Lee (1975–2023), Popsängerin
- Annie Lin (* 1980), Liedermacherin
- Yo-Yo Ma (* 1955), Cellist
- Benny Mao, Liedermacher
- Dawn Xiana Moon (* 1981), Liedermacherin
- Tan Dun (* 1957), Filmkomponist
- Vienna Teng (* 1978), Liedermacherin
- Francis Wong, Jazzmusiker
- Kaila Yu (* 1979), Popsängerin

## Künstler, Designer, Architekten
- Wah Ming Chang (1917–2003), Bildhauer
- Dong Kingman (1911–2000), Künstler
- Maya Lin (* 1959), Architektin
- Ieoh Ming Pei (1917–2019), Architekt
- Anna Sui (* 1955), Modedesignerin
- Vivienne Tam (* 1957), Modedesignerin
- Vera Wang (* 1949), Modedesignerin
- Frank Wu, Science-Fiction- und Fantasy-Künstler

## Schriftsteller
→ Siehe auch: Chinesisch-amerikanische Literatur
- Eileen Chang (1920–1995)
- Lan Samantha Chang
- Frank Chin (* 1940)

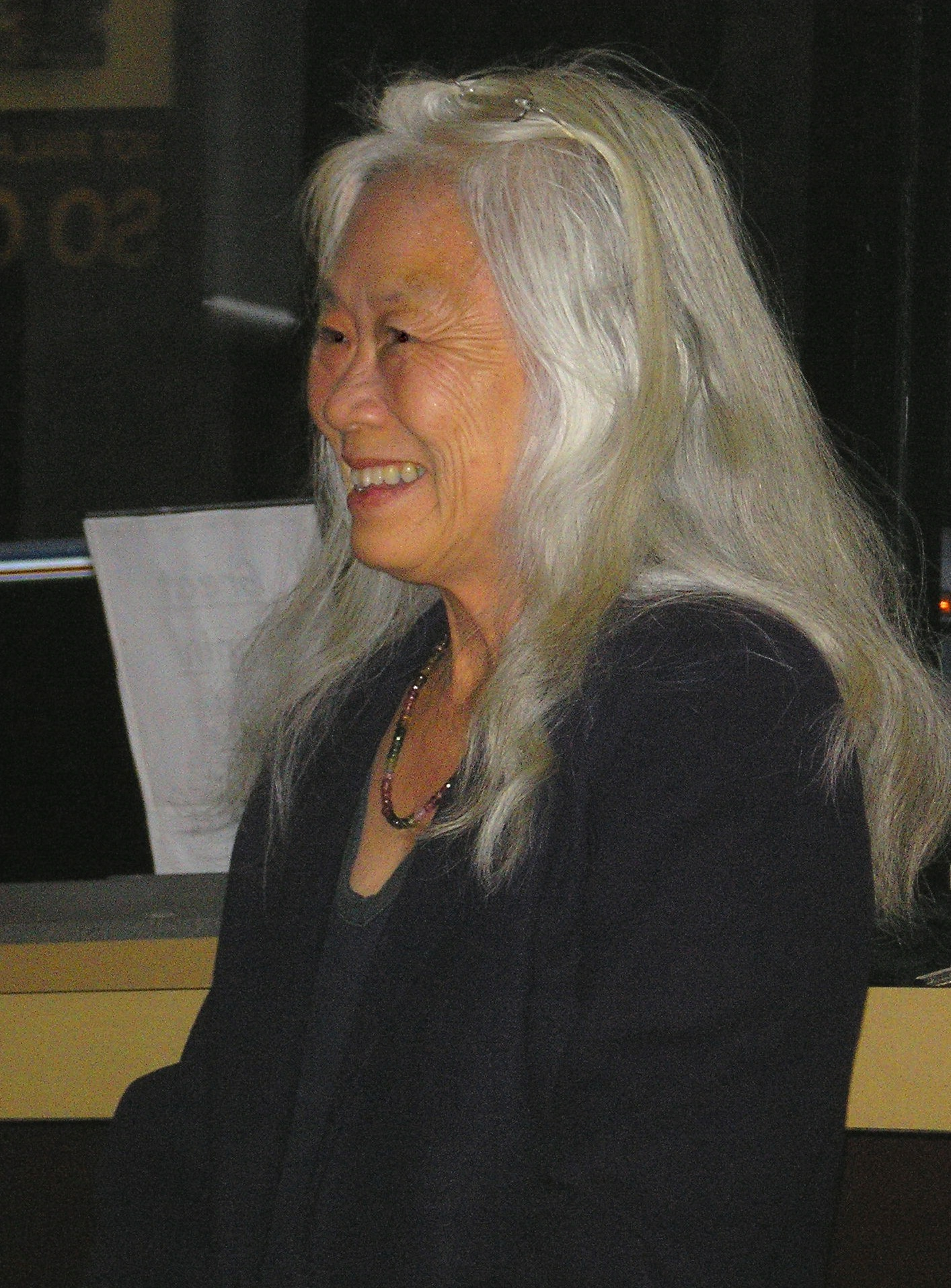
Maxine Hong Kingston

- Edith Maud Eaton alias Sui Sin Far (1865–1914)
- Maxine Hong Kingston (* 1940)
- David Henry Hwang (* 1957)
- Gish Jen (* 1955)
- Ha Jin (* 1956)
- Gus Lee (* 1946)
- Bette Bao Lord (* 1938)
- David Wong Louie
- Adeline Yen Mah (* 1937)
- Amy Tan (* 1952)
- Elizabeth Wong (* 1958)
- Jade Snow Wong (1922–2006)
- Laurence Yep (* 1948), Jugendbuchautor
- Lin Yutang (1895–1976)

## Bühnenkünstler
- Tisa Chang (* 1941), Gründerin des Pan Asian Repertory Theatre
- Ping Chong (* 1946), Bühnenregisseur, Choreograf
- Welly Yang, (* 1973), Broadwaystar und Bühnenregisseur

## Tänzer
- Michael Lowe (* ca. 1954)

## Filmkünstler
- James Wong Howe (1899–1976), Kameramann
- Wayne Wang (* 1949), Filmregisseur
- Ruby Yang, Filmemacher

## Filmschauspieler
- Rosalind Chao (* 1957)
- Joan Chen (* 1961)
- Haing S. Ngor (1940–1996)
- James Hong (* 1929)
- Nancy Kwan (* 1939)
- Bruce Lee (1940–1973)
- Brandon Lee (1965–1993)
- Jason Scott Lee (* 1966)
- Jet Li (* 1963)
- Bai Ling (* 1970)
- Lucy Liu (* 1968)
- John Lone (* 1952)
- Keye Luke (1904–1991)
- Robin Shou (* 1960)
- Jennifer Tilly (* 1958)
- Meg Tilly (* 1960)
- Lauren Tom (* 1961)
- Ming-Na Wen (* 1963)
- Anna May Wong (1905–1961)
- B. D. Wong (* 1960)
- Russell Wong (* 1963)
- Victor Wong (1927–2001)

## Fernsehdarsteller
- Flora Chan (* 1970)
- Kam Fong Chun (1918–2002)
- William Hung (* 1983), Entertainer
- Rupert Jee (* 1956), populärer Gast in der Late Show with David Letterman
- Archie Kao (* 1969)
- Irene Ng (* 1974)
- Ming Tsai (* 1964), Fernsehkoch
- Garrett Wang (* 1968)
- Martin Yan (* 1948), Fernsehkoch

## Pornodarsteller
- Annabel Chong (* 1972)
- Kobe Tai (* 1972)
- Kiko Wu (* 1976)

## Fotomodels
- Tyson Beckford (* 1970)
- Kelly Hu (* 1968)
- Lena Li (* 1975)
- Chuti Tiu, Schönheitskönigin

## Journalisten, Nachrichtensprecher
- Jeff Chang, Musikkritiker
- Julie Chen (* 1970), Nachrichtensprecherin, Fernsehmoderatorin
- Chen Xiangmei (1923–2018), Journalistin, Autorin
- Connie Chung (* 1946), Journalistin
- Ben Fong-Torres (* 1945), Journalist (Rolling Stone)
- Carol Lin, Nachrichtensprecherin
- Sam Chu Lin (1939–2006), Journalist, Nachrichtensprecher
- Lisa Ling (* 1973), Journalistin, Fernsehmoderatorin
- Eric Liu (* 1968), Journalist, Speechwriter für Bill Clinton
- Kaity Tong (* 1949), Fernsehjournalistin
- Jeff Yang, Kolumnist und Autor
- Helen Zia (* 1952), Journalistin

## Geisteswissenschaftler
- Iris Chang (1968–2004), Historikerin, Journalistin
- Timothy C. Wong (* 1941), Sinologe, Literaturtheoretiker
- Judy Yung, Historikerin

## Naturwissenschaftler, Ingenieure, Mediziner
- Min Chueh Chang (1908–1991), Biologe, Miterfinder der Antibabypille
- Steve Chen (* 1978), Computer-Pionier
- Chern Shiing-shen (1911–2004), Mathematiker
- Leroy Chiao (* 1960), Astronaut
- Wen Tsing Chow (1918–2001), Raketeningenieur, Computer-Pionier
- Chu Ching-wu (* 1941), Physiker
- Steven Chu (* 1948), Physiker, Nobelpreisträger
- Fan Chung (* 1949), Mathematikerin
- David Ho (* 1952), Mediziner, AIDS-Forscher
- Henry Lee (* 1938), Forensiker
- Sandra Lee (* 1970), Dermatologin, YouTube- und Fernsehpersönlichkeit (Dr. Pimple Popper)
- Tsung-Dao Lee (1926–2024), Physiker, Nobelpreisträger
- Wen Ho Lee (* 1939), Nuklearphysiker, mutmaßlicher Spion
- Tung-Yen Lin (1912–2003), Ingenieur, Pionier im Betonbau
- Ed Lu (* 1963), Astronaut
- Lue Gim Gong (1859–1925), Gartenbaupionier
- Terence Tao (* 1975), Mathematiker
- Chang-Lin Tien (1935–2002), Ingenieur, Kanzler der University of California, Berkeley (1990–1997)
- Samuel C. C. Ting (* 1936), Physiker, Nobelpreisträger
- Daniel C. Tsui (* 1939), Physiker, Nobelpreisträger
- An Wang (1920–1990), Computeringenieur, Erfinder
- Hao Wang (1921–1995), Mathematiker, Logiker, Philosoph, Gödel-Biograph
- Taylor Gun-Jin Wang (* 1940), Astronaut
- Pei-Yuan Wei, Schöpfer des frühen Webbrowsers ViolaWWW
- Chien-Shiung Wu (1912–1997), Physikerin
- Chen Ning Yang (* 1922), Physiker, Nobelpreisträger
- Henry T. Yang, Ingenieur, Kanzler der University of California, Santa Barbara (seit 1994)
- Shing-Tung Yau (* 1949), Mathematiker

## Juristen
- Norman Bay (* 1960)
- Denny Chin (* 1954)
- Amy Chua, (* 1962)
- Harry Low, ehemaliger Richter des Superior Court in San Francisco
- Thomas Tang (1922–1995)

## Politiker, Aktivisten
- Elaine Chao (* 1953), US-Arbeitsministerin (von 2001 bis 2009)
- David S. C. Chu, Staatssekretär im US-Verteidigungsministerium (seit 2001)
- March Fong Eu (1922–2017), 1974–1994 Staatssekretärin in Kalifornien
- Hiram Fong (1906–2004), Senator von Hawaii (1959–1977)
- Matt Fong (* 1953), Staats-Schatzmeister in Kalifornien (1995–1999)
- Harry Lee (1932–2007), Sheriff in Jefferson Parish, Louisiana
- Gary Locke (* 1950), Gouverneur von Washington (1997–2005)
- Wing F. Ong, 1946 in die Legislatur von Arizona gewählt
- William D. Soo Hoo, 1960 zum Bürgermeister von Oxnard, Kalifornien gewählt
- Chin Lin Sou (1837–?), einflussreicher Führer der frühen chinesisch-amerikanischen Gemeinschaft
- Shien Biau Woo (* ca. 1940), Lieutenant Gouverneur von Delaware (1985–1989)
- David Wu (* 1955), Vertreter von Oregon im Repräsentantenhaus (seit 1998)
- Harry Wu (1937–2016), Menschenrechtsaktivist

## Unternehmer, Geschäftsleute
- Alex Chiu (* 1971)
- Ben Chiu (* 1970)
- Jen-Hsun Huang (* 1963), Mitbegründer und CEO der IT-Firma NVIDIA
- Andrea Jung (* 1959), Managerin
- Min Kao (* 1949), Mitbegründer der GPS-Firma Garmin
- Gerald Tsai (1929–2008), Investor
- Charles Wang (* 1944), Gründer der Softwarefirma Computer Associates
- Jerry Yang (* 1968), Gründer von Yahoo!

## Sportler
- Michael Chang (* 1972), Tennisspieler
- Tiffany Chin (* 1967), Eiskunstläuferin
- Amy Chow (* 1978), Gymnastin
- Norm Chow (* 1946), Football-Trainer
- Daven Chun, Marathonläufer
- Mark Foo (1958–1994), Surfer
- Maureen „Peanut“ Louie Harper (* 1960), Tennisspielerin
- Michelle Kwan (* 1980), Eiskunstläuferin
- Kim Ng (* 1968), Baseball-Funktionär

## Andere
- Chang und Eng Bunker (1811–1874), Siamesische Zwillinge
- Johnny Chan (* 1957), Pokerspieler
- Arthur Chin (1913–1997), Pilot, Militärflieger
- Vincent Chin (1955–1982), Opfer eines rassistisch motivierten Mordes
- Kenny Fong, junger Schachchampion
- Fung Joe Guey (1882–1912), Flugpionier
- Sing Kee, Kriegsheld des Ersten Weltkrieges, Träger des Distinguished Service Cross
- Prof. Tai King Lee, Zauberkünstler
- Lili Wang (1971–2002), Opfer eines rassistisch motivierten Mordes
- Yung Wing (1828–1912), erster chinesischer Student, der an einer amerikanischen Universität graduiert wurde (Yale College, 1854)
- James Yee, Militärgeistlicher der US-Army, mutmaßlicher Spion